# هیدروسفالی
هیدروسفالی (به انگلیسی: Hydrocephalus) یا آب آوردن مغز در پزشکی به وضعیتی گفته می‌شود که مایع مغزی-نخاعی تولید شده در شبکه کوروئید بیش از اندازه در بطن‌های مغزی و دیگر حفره‌های مغز انباشته گردد و منجر به افزایش حجم آن‌ها شود. این افزایش حجم اشغال شده توسط مایع در دستگاه عصبی مرکزی و به‌ویژه مغز می‌تواند ناشی از اختلال در توزیع، تشکیل، جریان یا جذب مایع مغزی-نخاعی باشد و پیامد آن افزایش فشار درون جمجمه و آسیب‌های مغزی و حتی مرگ است. آب آوردن مغز در کودکان زیر دو سال به‌خاطر باز بودن درزهای جمجمه (سوچورهای کرانیکال) منجر به بزرگ شدن غیرطبیعی جمجمه شده ولی در بزرگ‌سالان با اختلال در راه رفتن و حافظه نمود میابد. هیدروسفالی در کودکان بیشتر به‌علت ناهنجاری مادرزادی کیاری*، تنگی در مجرای مغزی (سیلویوس) مادرزادی یا خون‌ریزی و عفونت نوزادی داخل بطنی پدید می‌آید. بزرگ شدن بالای سر همراه‌ با نازک شدن استخوان‌های جمجمه و جدا شدن درزها و در موارد پیشرفته‌تر آتروفی اپتیک و اختلال در حرکت چشم‌ها و مشکل در تعادل و راه رفتن کودک دیده می‌شود.

## نشانه و علت‌ها

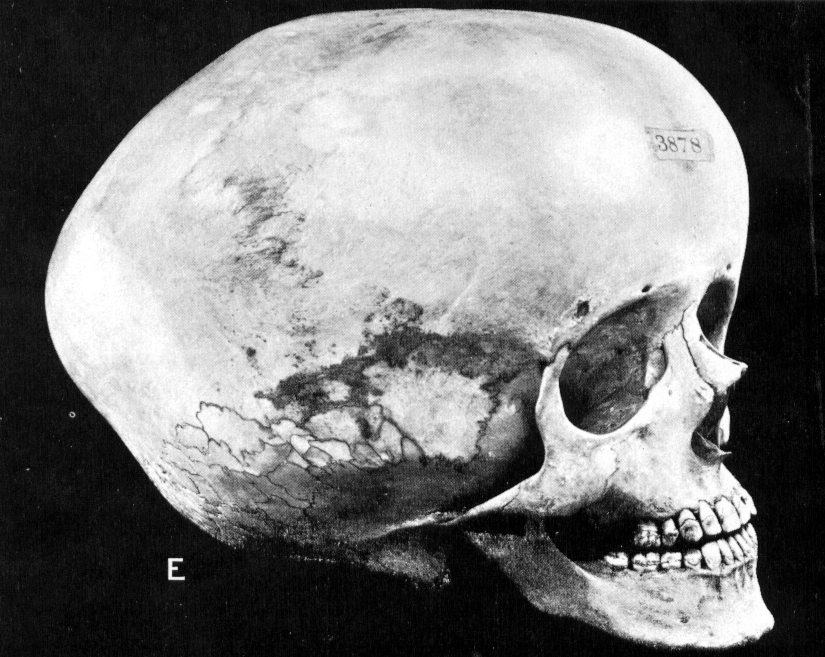
جمجمه شخص دچار شده به هیدروسفالی

علائم در سنین مختلف متفاوت است در شیرخواران به‌صورت افزایش سریع در اندازه دور سر یا بزرگ شدن غیرطبیعی اندازه سر باشد. در کودکان و بزرگسالان علائم شامل: افزایش فشار درون‌جمجمه مانند سردرد، استفراغ، تهوع، خیز پاپی، انحراف چشم‌ها به پایین، اختلال در تعادل، عدم هماهنگی، اختلال در شناخت، کاهش حافظه، خواب‌آلودگی یا کما می‌باشد. علائم بالینی در هیدروسفالی با مزمن شدن تفاوت میابد. اتساع و گشادی نوع حاد بطنی بیشتر خود را با علائم غیراختصاصی و علائم افزایش فشار درون‌جمجمه‌ای نشان می‌دهد. در مقابل ممکن است دیلاتاسیون نوع مزمن (به‌ویژه در افراد مسن) بدون نشانه و بی‌سروصدا مثلاً با سه‌گانه حکیم (تریاد آدامز) آغاز شود. تریاد آدامز یا سه‌گانه حکیم شامل سه نشانه است: بی‌اختیاری در ادرار، اختلال در راه رفتن، گیجی و منگ بودن و در زبان عام با نام خیس، لرزان، دیوانه نیز عنوان می‌گردد.
در نوزادان هیدروسفالی اغلب به‌دنبال انسدادهای مادرزادی در مسیر مایع مغزی نخاعی بروز می‌کند، مهم‌ترین علامت بزرگ شدن غیرعادی سر است. گاهی نوزادان دچار استفراغ نیز می‌شوند. در سنین بزرگتر به‌دلیل آنکه استخوان‌های سر به یکدیگر چسبیده‌اند، افزایش مایع مغزی نخاعی باعث افزایش فشار داخل جمجمه شده و بیمار دچار سردرد می‌شود. استفراغ و اختلال بینایی نیز به‌دنبال افزایش فشار داخل جمجمه بروز می‌کند. در‌صورت عدم درمان بیمار به اغما رفته و احتمال مرگ وجود دارد.

## علت‌شناسی
اتیولوژی هیدروسفالی بیشتر شامل سه ویژگی است:
- تولید بیش از اندازه مایع مغزی-نخاعی (لیکور مغز): با نام هیپرپروداکتیو که بیشتر در کودکان دیده می‌شود و بیشترین دلیل آن وجود کارسینوم یا پاپیلوم در شبکه کوروئید است.
- انسداد در مسیر گردش مایع: بیشتر به‌دلیل بسته‌شدن کانال یا مجرای سیلویوس (بین بطن سه و چهار) رخ‌داده و در نوزادان، بیشتر دیده می‌شود.
- کاهش سرعت و قدرت بازجذب مایع
- آلودگی مادر باردار به انگل، مانند توکسوپلاسما، و انتقال آن از‌طریق جفت به جنین
- آنیمیای دوران جنینی (ناشی از ناسازگاری بین خون مادر و جنین و تولید پادتن از‌طرف مادر علیه جنین)

## علائم

### علائم در نوزادان
- تغذیه ناکامل
- کج‌خلقی
- کاهش فعالیت
- تهوع

### علائم در کودکان
- کند ذهنی.
- سردرد (ابتدا در صبح‌ها) که در کودکان نسبت به نوزادان به‌دلیل صلبیت جمجمه شدیدتر است.
- گردن درد که شبیه فتق لوزه‌ها است.
- تهوع که هنگام صبح شدیدتر است.
- تاری دید که ناشی از اِدم پاپی بوده و در مراحل بعدتر بیماری، ناشی از گسترش آتروفی اعصاب بینایی است.
- دوبینی که ناشی از فلج شدن یک‌طرفه یا دوطرفه عصب ششم است.
- اختلال در رشد و بلوغ جنسی که به‌دلیل بزرگ شدن بطن سوم است. این امر می‌تواند چاقی، بلوغ زودرس یا شروع دیرتر بلوغ را در پی داشته باشد.
- دشواری در راه رفتن به‌همراه گرفتگی عضلات که این مشکل در اندام حرکتی تحتانی در اثر کشیدگی رشته‌های عصبی هرمیِ پیرابطنی (پری‌ونتریکولار) ایجاد می‌شود.
- خواب‌آلودگی.

### علائم در بزرگسالان
- کاهش قابلیت‌های ادراکی که این امر می‌تواند با انواع دیگر جنون در بزرگسالان اشتباه تشخیص داده شود.
- سر درد که بیشتر هنگام صبح غالب است زیرا مایع مغزی – نخاعی در حالت خوابیده کمتر جذب می‌شود و با نشستن بهبود می‌یابد. هر‌چه بیماری گسترش یابد، سردردها شدیدتر و طولانی‌تر می‌شود.
- گردن درد که نشان دهنده پیشرفت لوزه‌های مغزی به سوراخ بزرگ پس‌سری (فورامن مگنوم) است.
- حالت تهوع که با حرکت سر شدت نمی‌یابد.
- استفراغ که در مواردی به‌شکل انفجاری بوده و بیشتر هنگام صبح رخ می‌دهد.
- تاری دید که نشان دهنده آسیب جدی به اعصاب بینایی است و باید به‌صورت اورژانسی تحت درمان قرار گیرد.
- دوبینی ناشی از فلج عصب ششم.
- دشواری در راه رفتن.
- خواب‌آلودگی.
- بی‌اختیاری ادرار و مدفوع (ابتدا در ادرار و در‌صورت عدم درمان، در مدفوع) که نشان‌دهنده تخریب قابل توجه لوب قدامی و پیشرفته بودن بیماری است.

## انواع
- هیدروسفالی مرتبط یا غیر‌انسدادی: بسته بودن جریان مایع مغزی-نخاعی در ناحیهٔ زیر عنکبوتیه (ساب‌آراکنوئید) و بزرگ شدن همه بطن‌های مغز و افزایش فشار در‌اطراف مغز و نخاع پی‌آمد آن است.
- هیدروسفالی انسدادی یا غیر‌مرتبط: بسته‌شدن مجرای (آکوآداکت) سیلویوس بین بطن سه و چهار مغز است و چون در آن ارتباط میان‌بطنی قطع می‌شود، با نام غیرمرتبط شناخته می‌شود.
- هیدروسفالی نایافته‌علت (ایدیوپات)